# Pândano
O pândano ou vacuá é uma planta tropical da família Pandanaceae.
É muito cultivada na Polinésia, sendo aproveitada para a culinária, artesanato e paisagismo.